# Une race à part
Pour plus de détails, voir Fiche technique et Distribution.
Une race à part (A Breed Apart) est un film américain réalisé par Philippe Mora, sorti en 1984.

## Synopsis
Sur une île, en Caroline du Nord, Jim Malden, un vétéran du Viêt Nam, vit reclus en protégeant la faune des braconniers et autres chasseurs. 
Sa tranquillité est troublée par l'arrivée d'un aventurier payé par un riche collectionneur pour voler les œufs d'un aigle chauve, une espèce protégée et très rare.

## Fiche technique
- Titre original : A Breed Apart
- Titre français : Une race à part
- Réalisation : Philippe Mora
- Scénario : Paul Wheeler
- Montage : Chris Lebenzon
- Musique : Maurice Gibb
- Pays d'origine : États-Unis
  - Genre : Action / Aventure
- Durée : 80 minutes
- Date de sortie : 1984

## Distribution
- Rutger Hauer : Jim Malden
- Powers Boothe : Mike Walker
- Kathleen Turner : Stella Clayton
- Donald Pleasence : J.P. Whittier
- Brion James : Peyton